# El Saltador
El Saltador és una escultura situada a l'entrada de la Torre Urquinaona, a la plaça d'Urquinaona de Barcelona. Obra de l'escultor val·lisoletà Jordi Díez i Fernández, es va instal·lar l'octubre del 2023. Realitzada en acer inoxidable, mesura tres metres d'alçària. Representa a un saltador de trampolí que es capbussa al mapa de Barcelona. Inspirada en el saltador britànic Tom Daley, activista LGTBI, simbolitza coratge i tolerància, i a més és un homenatge a la ciutat. L'obra ha estat promoguda i finançada per l'empresa The 19h Hole, que té la seva seu a l'edifici. S'ha col·locat sobre una reixa de ventilació de l'edifici.